# Ministerstwo Obrony Narodowej (Chiny)
Ministerstwo Obrony Narodowej Chińskiej Republiki Ludowej – drugi co do ważności departament podległy Radzie Państwa. Na jego czele stoi Minister Obrony Narodowej.
W odróżnieniu od innych krajów, Ministerstwo Obrony Narodowej nie sprawuje dowództwa operacyjnego nad armią chińską, w tym nad Armią Ludowo-Wyzwoleńczą (PLA), którą dowodzi Centralna Komisja Wojskowa (CMC). Praca Ministerstwa oraz samego Ministra ma przede wszystkim charakter dyplomatyczny; zazwyczaj pełnią oni funkcję łącznika reprezentującego CMC i PLA w kontaktach z zagranicznymi armiami.
Na czele ministerstwa stoi minister obrony narodowej, który w odróżnieniu od innych krajów, nie sprawuje dowództwa nad armią, lecz pełni zazwyczaj funkcje dyplomatyczne. Jednakże do grudnia 2023 funkcję tę sprawował zawsze członek CMC. Po usunięciu Li Shangfu w grudniu 2023 roku ministerstwo nie miało reprezentanta w CMC. Choć sytuacja ta może ulec zmianie, Dong Jun nie został dodany do CMC podczas Trzeciego Plenum w lipcu 2024 roku.